# Nekrolog 1902
Nekrolog
◄◄
| ◄
| 1898
| 1899
| 1900
| 1901
| 1902 | 1903 | 1904 | 1905 | 1906 | ► | ►►
1. Quartal |
2. Quartal |
3. Quartal |
4. Quartal 
Weitere Ereignisse | Allgemeiner Nekrolog 1902
Die Beschreibung der verstorbenen Person sollte so kurz wie möglich gehalten sein und nur deren signifikante Tätigkeit(en) enthalten.
Neue Namen ggf. auch unter dem Geburts- und Sterbedatum, also etwa unter 1. Januar und im Geburts- und Sterbejahr (2024) eintragen (nur bei entsprechender großer Wichtigkeit). Für Beispiele siehe die schon vorhandenen Artikel.
Außerdem über die fünf zuletzt Verstorbenen, zu denen es einen ausreichend guten Artikel für eine Präsentation auf der Hauptseite gibt, nach der todesbedingten Überarbeitung der Artikel ggf. auch unter Wikipedia Diskussion:Hauptseite informieren und sie am besten auch in den anderen Wikipedia-Sprachversionen eintragen. Tipp: Regelmäßig bei news.google.de nach „ist tot“, „gestorben“ oder „verstorben“ suchen.
Wenn eine Person gestorben ist, gibt es viele Seiten zu dieser Person in der Wikipedia, die davon auch betroffen sind und entsprechend aktualisiert werden müssen. Beispiele: Namenübersichtsseite, Geburtsjahr, Geburtsort-Seiten und viele mehr.
Wie finde ich die betroffenen Seiten?
Im Suchfeld auf der linken Seite gibt man den Suchbegriff so ein: „Vorname Nachname“. Dann klickt man auf Volltext und alle Seiten mit entsprechendem Suchtext werden aufgerufen. Hier sieht man dann schnell, wo auch das Todesjahr Sinn macht oder sogar ein Teil des Artikels angepasst werden muss. Auch hilft das „Werkzeug“ auf der linken Seite sehr gut, um solche Seiten aufzufinden: „Links auf diese Seite“. Somit ist die Wikipedia wieder aktuell in allen Bereichen! Hinweis: bei Eintragung der Kategorie „Gestorben JAHR“ wird der Missbrauchsfilter 49 ausgelöst, was jedoch nicht schlimm ist. Siehe: Spezial:Missbrauchsfilter/49
Dies ist eine Liste von im Jahr 1902 verstorbenen bekannten Persönlichkeiten. Die Einträge erfolgen innerhalb der einzelnen Daten alphabetisch sortiert. Tiere sind im Nekrolog für Tiere zu finden.
Die Liste ist nach Quartalen aufgeteilt:
- Nekrolog 1. Quartal 1902: Januar, Februar und März
- Nekrolog 2. Quartal 1902: April, Mai und Juni
- Nekrolog 3. Quartal 1902: Juli, August und September
- Nekrolog 4. Quartal 1902: Oktober, November und Dezember

## Datum unbekannt
| Tag | Name                                       | Beruf, bekannt als                                 | Alter | Beleg |
| --- | ------------------------------------------ | -------------------------------------------------- | ----- | ----- |
|     | ʿAbd ar-Rahmān al-Kawākibī                 | syrischer Theologe                                 |       |       |
|     | Gustav Breuning                            | deutscher Landschaftsmaler                         |       |       |
|     | Arn-Mojsche Cholodenko                     | russisch-jüdischer Violinist und Klezmer-Musiker   |       |       |
|     | Richard de la Croix                        | preußischer Jurist                                 |       |       |
|     | Édouard Jean Etienne Deligny               | französischer General                              |       |       |
|     | Henri Duchêne                              | französischer Gartenarchitekt                      |       |       |
|     | Alois Erhardt                              | deutscher Fotograf                                 |       |       |
|     | Émile Gaillard                             | französischer Bankier und Kunstsammler             |       |       |
|     | Karl Gräf                                  | deutscher Kartograph                               |       |       |
|     | August Grosse                              | deutscher Musiker und Theaterleiter                |       |       |
|     | Florence Crauford Grove                    | britischer Bergsteiger                             |       |       |
|     | David Heinemann                            | deutscher Porträtmaler und Kunsthändler            |       |       |
|     | Friedrich Christian Homilius               | russlanddeutscher Hornist und Professor            | ≈89   |       |
|     | Kitahimbwa                                 | König (Omukama) von Bunyoro (im heutigen Uganda)   |       |       |
|     | Franz Kurtz                                | deutscher Erfinder                                 |       |       |
|     | Friedrich August Meinel                    | deutscher Flötist, Kammermusiker und Musikpädagoge |       |       |
|     | Pjotr Nikolajewitsch Polewoi               | russischer Sprachwissenschaftler und Historiker    |       |       |
|     | Juan Antonio Rascón Navarro Seña y Redondo | spanischer Diplomat                                |       |       |
|     | Santiago Rebull Gordillo                   | mexikanischer Maler                                |       |       |
|     | Johann Baptist Rieder                      | Freiburger Bürgermeister                           |       |       |
|     | Julius Schöpel                             | deutscher Zeichner und Lithograph                  |       |       |
|     | Friedrich Seeberg                          | russischer Astronom und Polarforscher              |       |       |
|     | Oscar Ferdinand Siegfried                  | deutscher Gutsbesitzer und Politiker               | ≈77   |       |
|     | Eduard von Toll                            | russischer Naturforscher und Polarforscher         |       |       |
|     | Panayis Vagliano                           | griechischer Reeder und Mäzen                      |       |       |
|     | Wefayi                                     | kurdischer Intellektueller                         |       |       |
|     | William Boutland Wilkinson                 | britischer Bauingenieur                            |       |       |